# Гаянсько-югославські відносини
Гаянсько-югославські відносини — історичні двосторонні відносини між Гаяною і зниклою внаслідок розпаду Соціалістичною Федеративною Республікою Югославія. 

## Історія
Югославія розвивала дипломатичний інтерес до Гаяни в рамках свого лідерства в Русі неприєднання. Як європейська і середземноморська країна та співзасновниця Руху неприєднання Югославія ставилася з підозрою до кубинських триконтинентальних (афро-азіатсько-латиноамериканських) пропозицій та акцентів в рамках руху, які офіційний Белград сприймав як опосередковані радянські зусилля на підрив Югославії. Гаяну уявляли як альтернативний голос у Латинській Америці, тоді як сама країна розглядала Рух неприєднання як можливість її зовнішньополітичного утвердження.
Дві країни розвивали різні форми співпраці, які так і не переросли у значні економічні зв'язки. Створюючи Народне ополчення Гаяни, її збройні сили рівнялися на подібну розробку Югославської Народної Армії, якою була Територіальна оборона Югославії. Після розпаду Югославії суддю Гаяни Мохамеда Шахабуддіна тричі обирали постійним суддею Міжнародного кримінального трибуналу для колишньої Югославії. Оскільки єдиної держави-правонаступниці Югославії не було, а всі колишні югославські республіки мали однакові права на успадкування її майна, будівлю посольства колишньої Югославії у Джорджтауні успадкувала Словенія.
З 1 по 4 лютого 1971 року в Югославії на запрошення Миті Рибичича перебував прем'єр-міністр Гаяни Форбс Бернем, який також зустрівся з президентом Югославії Йосипом Броз Тіто. Одночасно Шрідат Рампал і Мірко Тепавац підписали угоду про технічне співробітництво, яка дозволила громадянам Гаяни отримувати стипендії в Югославії.
5—8 березня 1974 року Гаяна та Югославія разом з Австралією, Гвінеєю, Ямайкою, Сьєрра-Леоне та Суринамом підписали Угоду про заснування Міжнародної асоціації бокситів. 12 грудня 1974 року Гаяна і Югославія спільно з Алжиром і Танзанією після доповіді Консультативної ради з міжнародної цивільної служби спільно запропонували проєкт резолюції про підвищення зарплат і надбавок у системі окладів ООН.